# Galerija starih majstora u Dresdenu
Galerija starih majstora u Dresdenu (njem.: Gemäldegalerie Alte Meister) je svjetski čuvena zbirka slika iz vremena od 15. do 18. stoljeća koja uključuje neke od najvažnijih djela renesanse i baroka, te umjetnika iz Italije, Njemačke, Flandrije i Španjolske. Galerija je dio „Državne umetničke zbirke Saksonije” i smještena je u galeriji Semper, krilu palače Zwinger u Dresdenu. 
Galeriju su osnovali saksonski nadvojvode i kraljevi Poljske, August II. Jaki i njegov sin August III. Poljski (Dinastija Wettin) od 1694. – 1763. god. Gottfried Semper je projektirao zgradu galerije koja je, kao jedno krilo palače Zwinger, izgrađena od 1847. do 1855. god. Palača je potpuno uništena u Drugom svjetskom ratu (Bombardiranje Dresdena), ali slike su sačuvane u sigurnim depoima. Poslije su prenijete u SSSR, a vraćene su u Dresden 1956. god. Galerija je ponovo otvorena za javnost 1960. god. Prema popisu iz 1963. god., 203 slike su bile uništene a 507 ih je nestalo, od kojih do danas nije pronađeno njih 450. Stara zgrada je obnovljena od 1988. – 1992. god.
Godišnje galeriju posjeti više od 500.000 posjetitelja.

## Kolekcija
U zbirci Galerije izloženo je oko 750 slika, što čini 40% cijele zbirke. Izložena su renesansna i barokna remek djela talijanskih slikara kao što su Rafael, Tizian, Giorgione, Correggio, Tintoretto i Guercino. Zbirka sadrži velik broj flamanskih i nizozemskih slika iz 17. stoljeća umjetnika kao što su: Rubens, Rembrandt, Jacob Jordaens, Van Dyck i Vermeer. Izvanredna djela njemačkih, francuskih i španjolskih slikara su također među atrakcijama galerije. Talijanska umjetnička djela izložena su u sobama s dubokim crvenim zidovima. Nizozemske i flamanske slike izložene su na zelenoj pozadini, a španjolske i francuske slike iz 17. stoljeća na sivim zidovima. Slike od 19. stoljeća nadalje premještene su u zasebnu zgradu na Brühlovoj terasi, danas „Galeriju novih majstora” (Gemäldegalerie Neue Meister) u Albertinumu.
Popis odabranih djela u kolekciji muzeja: 
- Jan van Eyck, Dresdenski triptih, oko 1437.
- Giorgione, Usnula Venera, oko 1510.
- Tizian, Poreski novčić, 1516.
- Lucas Cranach stariji, Eva, 1531.
- Hans Holbein mlađi, Charles de Solier, comte de Morette, 1535.
- Peter Paul Rubens, Pijani Herkul, 1614.
- Rembrandt van Rijn, Razmetni sin u krčmi, 1635.
- Jacob Jordaens, Diogen traži poštena čovjeka, 1642.
- Johannes Vermeer, Svodnica (Vermeer), 1656.

## Vanjske poveznice
|  | Zajednički poslužitelj ima stranicu o temi Galerija starih majstora u Dresdenu |

- Galerija slika starih majstora državne umjetničke zbirke u Dresdenu (njem.)

51°03′13″N 13°44′05″E / 51.05361°N 13.73472°E